# Gargano
Gargano je poloostrov v Jaderském moři, který je součástí italského kraje Apulie. Pro svoji polohu bývá označován jako „ostruha italské boty“.

## Geografie
Poloostrov Gargano má rozlohu 2005 km² a žije na něm okolo dvou set tisíc obyvatel. Největším městem je Manfredonia na jižním pobřeží. Poloostrov je tvořen vápencem, který je zformován na pobřeží do četných jeskyní, skalních oken a dalších pitoreskních útvarů. V okolí měst Vieste a Rodi Garganico jsou písečné pláže využívané pro masovou turistiku. Vnitrozemí je hornaté, nejvyšším bodem je Monte Calvo (1065 metrů nad mořem), rostou zde původní listnaté lesy zvané Foresta Umbra. Na poloostrově se nacházejí dvě velká slaná jezera, Lago di Lesina a Lago di Varano. Většinu rozlohy Gargana tvoří národní park Gargano.
Před čtyřmi miliony let bylo Gargano ostrovem, z té doby se zachovaly fosilie pozoruhodných endemických druhů, jako byl více než půlmetrový předchůdce ježka Deinogalerix, obří pišťucha Prolagus imperialis, sudokopytník Hoplitomeryx nebo sova Tyto gigantea.

## Historie
O Garganu se ve svém díle zmiňují už Marcus Annaeus Lucanus a Quintus Horatius Flaccus. V roce 72 př. n. l. se konala bitva na Monte Gargano, v níž padl vůdce povstání otroků Crixus. Z langobardských dob se zachovala bazilika zasvěcená archandělu Michaelovi v obci Monte Sant'Angelo, která je od raného středověku významným poutním místem a byla zapsána na seznam Světové dědictví UNESCO. Pak poloostrov ovládala Byzantská říše a Normané, po kterých zůstala velká pevnost nad městečkem Vico del Gargano, od 12. století byl součástí Sicilského království až do sjednocení Itálie roku 1861.

## Hospodářství
Na poloostrově Gargano se pěstují citrusové plody a olivy, důležitý je rybolov: na pobřeží se dosud nacházejí starobylé velké dřevěné konstrukce sloužící k chytání ryb, nazývané trabucco.

## Galerie

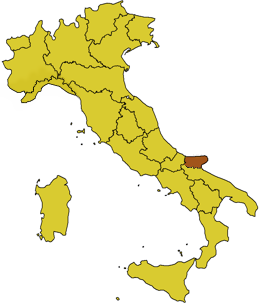
Gargano na mapě Itálie
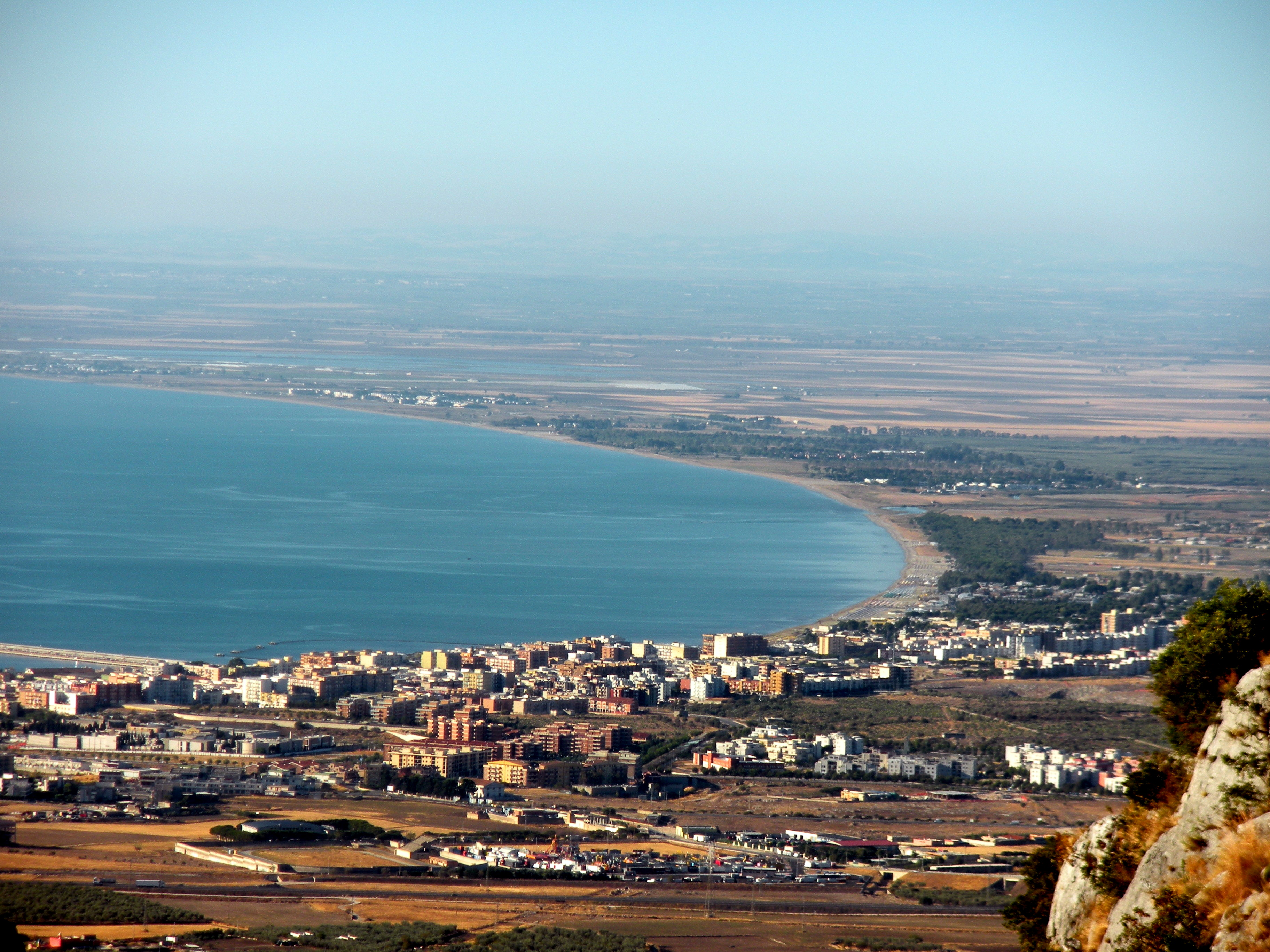
Manfredonia
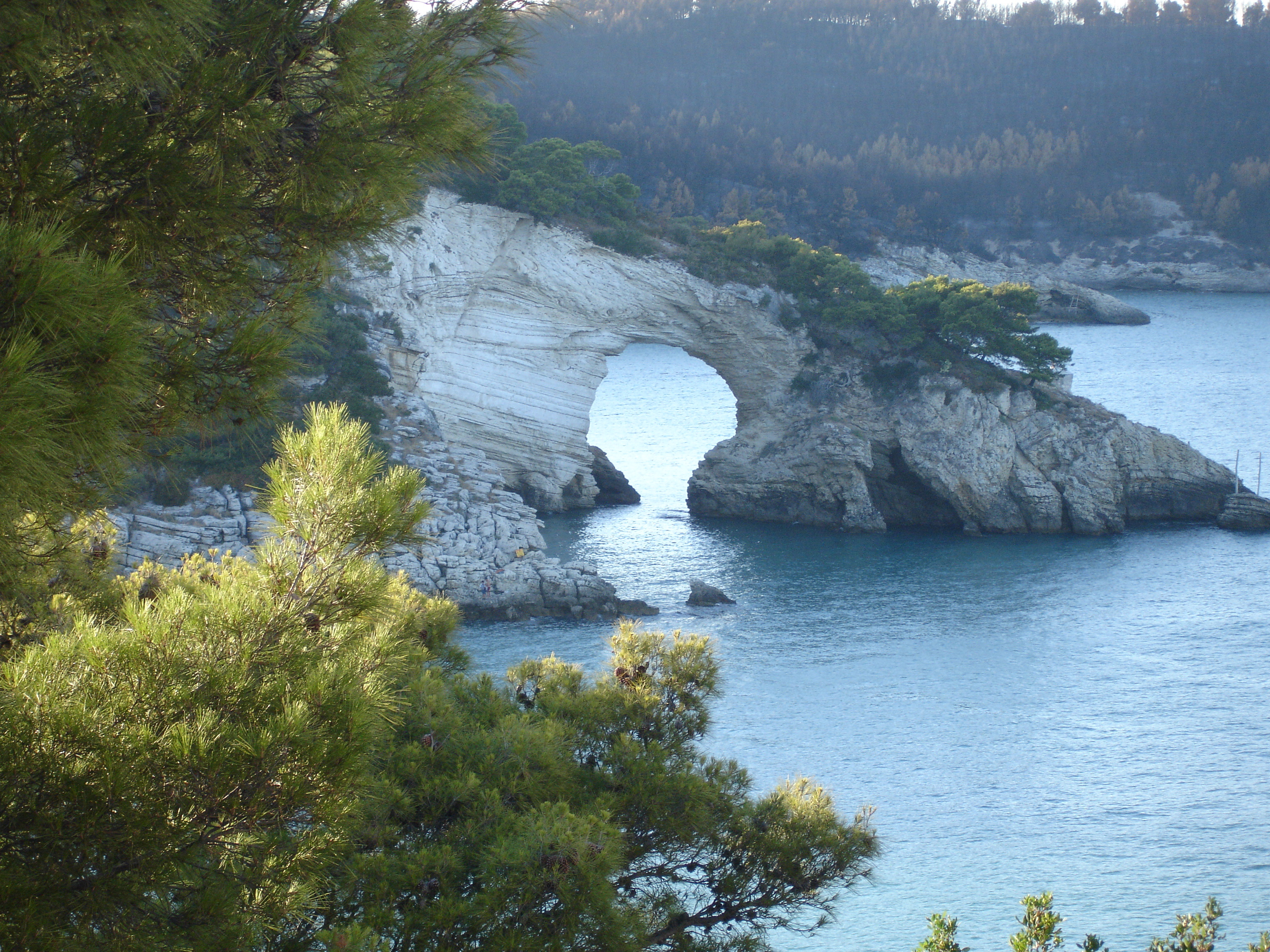
Pobřeží Gargana
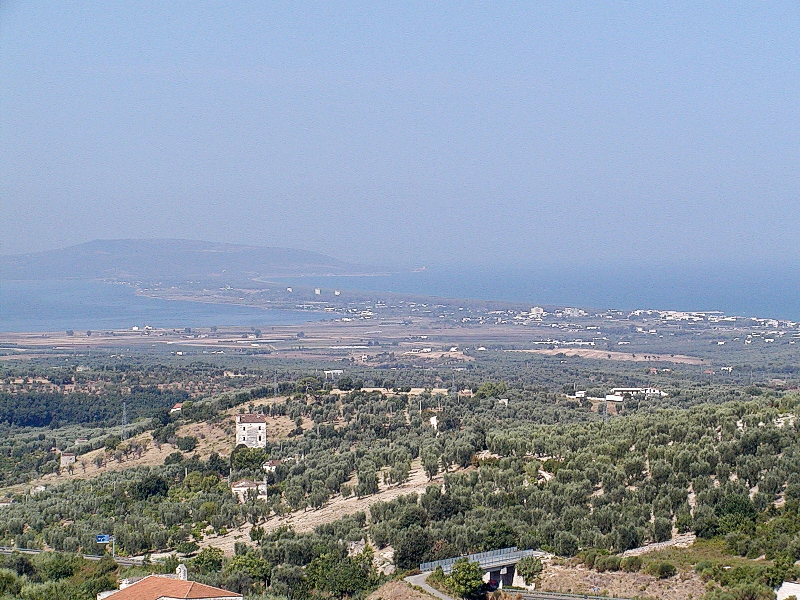
Krajina v okolí jezera Varano
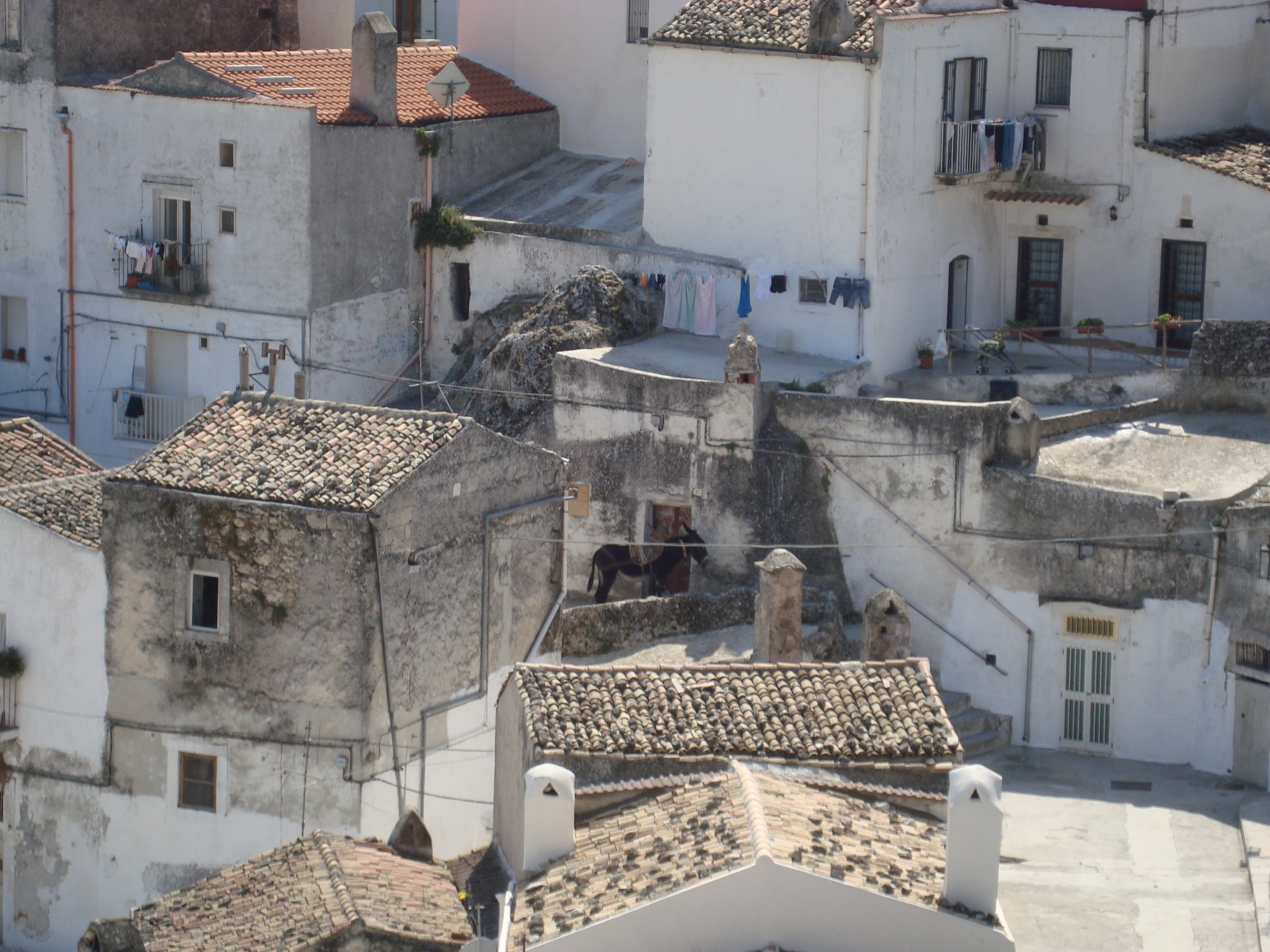
Domy v Monte Sant'Angelo
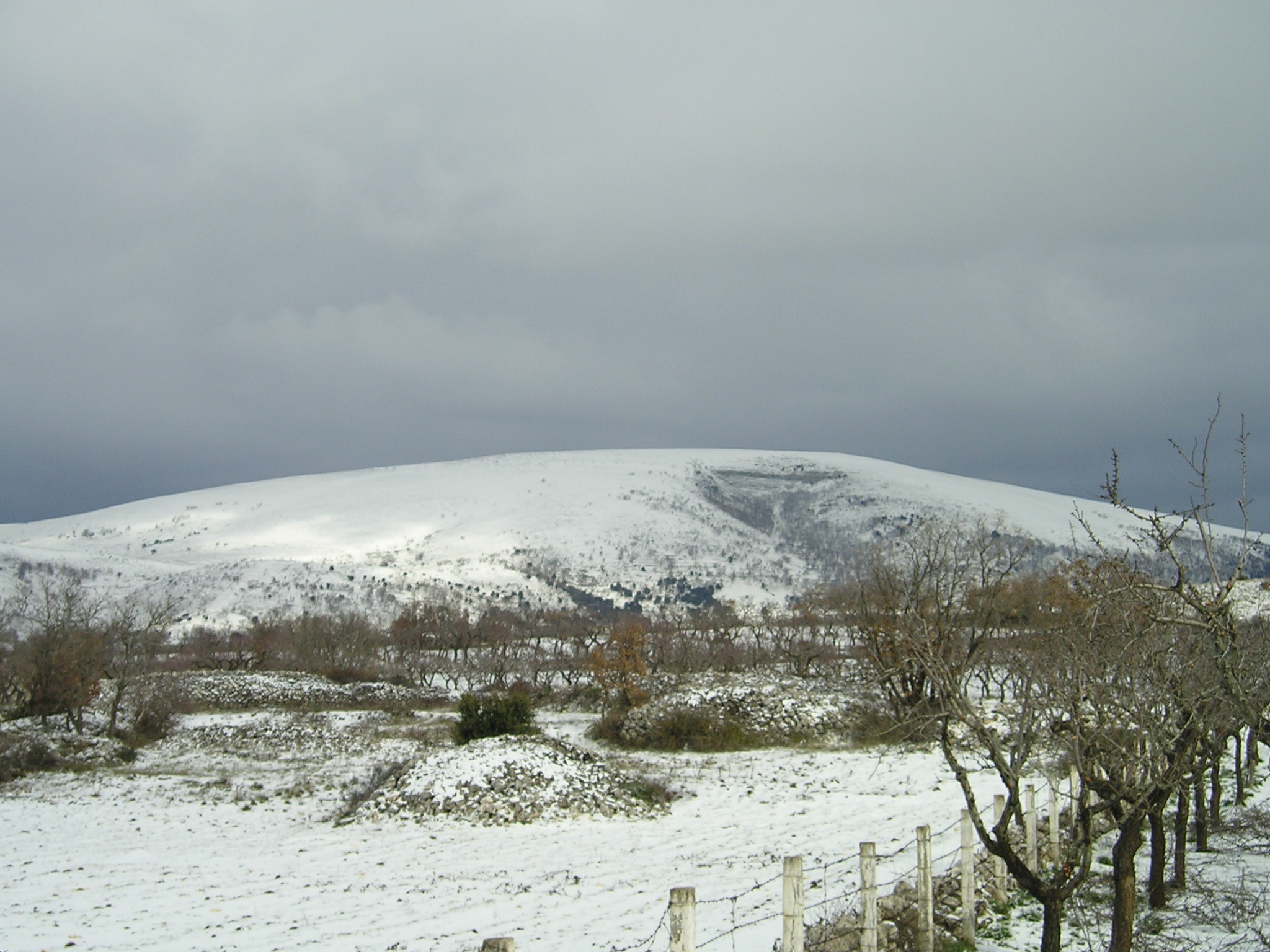
Monte Calvo v zimě